# Micrathena funebris
Micrathena funebris är en spindelart som först beskrevs av Marx 1898.  Micrathena funebris ingår i släktet Micrathena och familjen hjulspindlar. Inga underarter finns listade i Catalogue of Life.